# Bộ tứ siêu đẳng (phim 2015)
Fantastic Four (viết kiểu: Fant4stic) là phim về đề tài siêu anh hùng dựa trên tác phẩm cùng tên Marvel Comics. Đây là phim thứ 3 trong sêri được phát hành bởi 20th Century Fox. Đạo diễn phim là Josh Trank, phụ trách kịch bản là Simon Kinberg, Jeremy Slater và Trank với sự tham gia của các ngôi sao như Miles Teller, Michael B. Jordan, Kate Mara, Jamie Bell, Toby Kebbell, Reg E. Cathey và Tim Blake Nelson.
Fantastic Four dự kiến công chiếu vào ngày 7 tháng 8 năm 2015 ở Bắc Mỹ với định dạng 2D và 3D.
Sau thành công của phiên bản cũ, bộ phim đã được remake lại toàn bộ cốt truyện. Nhưng khi ra rạp bộ phim bị nhận rất nhiều đánh giá không tốt của fan.

## Giải thưởng
| Năm  | Giải thưởng  | Hạng mục              | Người nhận giải       |
| ---- | ------------ | --------------------- | --------------------- |
| 2016 | Mâm Xôi Vàng | Phim dở nhất          | Toàn bộ ekip làm phim |
| 2016 | Mâm Xôi Vàng | Đạo diễn tệ nhất      | Josh Trank            |
| 2016 | Mâm Xôi Vàng | Phim nối tiếp tệ nhất | Toàn bộ ekip làm phim |

Phần tiếp theo dự kiến công chiếu vào ngày 9 tháng 6 năm 2017.